# Jan Jindřich z Hardeggu
Jan Jindřich hrabě z Hardeggu (Johann Heinrich Graf von Hardegg auf Glatz) (14. května 1778, Vídeň – 11. června 1854, Vídeň) byl rakouský generál. Od mládí sloužil v armádě, vynikl během napoleonských válek, ve vojsku dosáhl později hodnosti generála jezdectva.

## Životopis
Pocházel ze starého šlechtického rodu Hardeggů, narodil se jako sedmý syn hraběte Jana Antonína Hardegga (1737–1810) a jeho manželky Marie Josefy, rozené hraběnky Wilczkové (1737–1817). Do armády vstoupil v roce 1794 a sloužil u jezdectva. Vynikl v bitvě u Limburgu (1796), poté se zúčastnil dalších bojů v rámci francouzských revolučních válek. V roce 1801 byl jmenován císařským komořím, dále postupoval v hodnostech v armádě (major 1806, podplukovník 1807, plukovník 1809). Vyznamenal se v tažení roku 1809 a obdržel Řád Marie Terezie. Poté žil několik let v soukromí, znovu vstoupil do aktivní služby v roce 1813 a jako plukovník velel záložním sborům jezdectva v bitvách u Drážďan a u Lipska (1813). V závěru roku 1813 byl povýšen do hodnosti generálmajora. Po skončení napoleonských válek působil ve dvorské válečné radě, kde vedl odbor reorganizace a zasloužil se o zlepšení výcviku koní. V roce 1828 byl povýšen do hodnosti polního podmaršála a v roce 1836 jmenován skutečným tajným radou, v armádě nakonec dosáhl hodnosti generála jezdectva (1843). Krátce před smrtí obdržel velkokříž Leopoldova řádu (1854).
Vysokých hodností v armádě dosáhli také jeho bratři Jan Ignác (1772–1848) a Jan Antonín (1773–1825), kteří taktéž vynikli účastí v napoleonských válkách.